# کلوورپورت (کنتاکی)
کلوورپورت (به انگلیسی: Cloverport) شهری در ایالت کنتاکی کشور ایالات متحده آمریکا است که جمعیت آن در سرشماری سال ۲۰۱۰ میلادی، ۱٬۱۵۲ نفر بوده‌است.